# Paul Wyatt
Paul Wyatt (né le 27 février 1907 et mort le 15 décembre 1970) est un nageur américain spécialiste des épreuves de dos.

## Palmarès

### Jeux olympiques
- Jeux olympiques de 1924 à Paris (France) :
  -  Médaille d'argent du 100 mètres dos.
- Jeux olympiques de 1928 à Amsterdam (Pays-Bas) :
  -  Médaille de bronze du 100 m dos[1].